# Taipei Challenger 1994
Il Taipei Challenger 1994 è stato un torneo di tennis facente parte della categoria ATP Challenger Series nell'ambito dell'ATP Challenger Series 1994. Il torneo si è giocato a Taipei in Taiwan dal 25 aprile a° 1º maggio 1994 su campi in cemento.

## Vincitori

### Singolare
Gianluca Pozzi ha battuto in finale  Mark Kaplan con il punteggio di 6–4, 6–0

### Doppio
Daniel Nestor /  Maurice Ruah hanno battuto in finale  Sandon Stolle /  Michael Tebbutt con il punteggio di 6–2, 6–0